# نوراگوس
نوراگوس (به ایتالیایی: Nuragus) یک کومونه در ایتالیا است که در استان کالیاری واقع شده‌است. نوراگوس ۱۹٫۹ کیلومتر مربع مساحت و ۹۶۸ نفر جمعیت دارد و ۳۵۹ متر بالاتر از سطح دریا واقع شده‌است.